# Camilo Gómez Alzate
Camilo Alberto Gómez Alzate (Bogotá, 1967) es un abogado y político colombiano adscrito al Partido Conservador Colombiano. 
Fue Alto Comisionado para la Paz durante el gobierno de Andrés Pastrana y director de la Agencia Nacional de Defensa Jurídica del Estado del gobierno de Iván Duque.

## Trayectoria
Gómez fue secretario privado durante la alcaldía de Bogotá de Andrés Pastrana y participó en la gerencia de la Empresa Distrital de Servicios Públicos (EDIS) durante el proceso de liquidación y posterior privatización de la recolección de basuras en la ciudad de Bogotá. Después fue nombrado por el presidente César Gaviria como Superintendente de Sociedades.
Durante la campaña presidencial que Pastrana perdió con Ernesto Samper en 1994, Camilo Gómez fue secretario de la campaña Pastrana y trabajó como su asesor legal. Para las elecciones presidenciales de 1998, Gómez fue parte de los cuadros directivos y tras la elección y postulación como presidente de Andrés Pastrana, el 7 de agosto de 1998 asumió como secretario privado del presidente. Tras la renuncia de Víctor G. Ricardo como Alto Comisionado para la Paz, Gómez asumió el cargo ya que contaba con experiencia en el equipo negociador del gobierno en el proceso de paz con las Fuerzas Armadas Revolucionarias de Colombia.
En noviembre de 2008, Gómez fue candidato por la Corte Suprema a la Procuraduría General de la Nación en representación del Partido Conservador Colombiano, pero perdió tras la elección de Alejandro Ordóñez. Fue también candidato a la vicepresidencia de Colombia en el año 2014 de la entonces candidata presidencial Marta Lucía Ramírez. En 2019 fue ternado por el presidente Iván Duque, como candidato para el cargo de fiscal general, pero perdió ante Francisco Barbosa en la Corte Suprema de Justicia.
Gómez fue el representante en Colombia de la controvertida firma de abogados Mossack Fonseca & Co, entre  abril de 2009 a marzo de 2016; firma que dio origen del escándalo Papeles de Panamá, a través del cual se puso en evidencia operaciones de creación de empresas de papel en paraísos fiscales, con el objetivo “de ocultar la identidad de sus propietarios”.
En el ámbito privado, es socio principal de la firma de abogados Gómez & Solarte, especializada en derecho mercantil, portuario y administrativo. También se ha desempeñado en el sector académico como docente de las universidades de Salamanca y de Alcalá de España;[cita requerida] y de la Sergio Arboleda y Jorge Tadeo Lozano de Colombia.[cita requerida]
Gómez Alzáte, desde 2018, funge como Director de la Agencia Nacional de Defensa Jurídica del Estado, entidad adscrita al Ministerio de Justicia y del Derecho.